# Jindřich Beaufort (3. vévoda ze Somersetu)
Jindřich Beaufort, 3. vévoda ze Somersetu (23. ledna 1436 – 15. května 1464), někdy také označovaný jako 2. vévoda, protože titul vévody ze Somersetu byl znovu vytvořen pro jeho otce, poté co jeho strýc zemřel, byl významným lancasterským vojenským velitelem v době války růží.

## Životopis
Byl synem Edmunda Beauforta, vévody ze Somersetu a Eleanory Beauchampové, dcery Richarda Beauchampa, hraběte z Warwicku. Byl tak bratrancem Markéty Beaufortové a Richarda Neville, hraběte z Warwicku a strýcem Jindřicha Stafforda, vévody z Buckinghamu.
Jindřich bojoval v první bitvě u St Albans (1455) kde utrpěl těžké zranění a jeho otec byl zabit. Byl hlavním lancasterským velitelem ve vítězných střetech s Yorky – bitvě u Wakefieldu (1460) a druhé bitvě u St Albans (1460) a také v bitvě u Towtonu (1461), která skončila lancasterskou porážkou, po níž utekl do Skotska.
Ze Skotska odešel do Francie, aby vyjednal pro Lancastery podporu, ale byl zde po nějakou dobu vězněn a později odejel do Vlámska a nakonec se přes Skotsko vrátil do Anglie. Bránil několik lancasterských hradů a po kapitulaci jednoho z nich na konci dlouhého obléhání vyjádřil ochotu usmířit se s králem Eduardem IV. Ten potřeboval posílit svou pozici na trůně vítězstvím nad některým s lancasterských velitelů a tak Jindřicha omilostnil a vrátil mu jeho majetek i tituly.
Po několik následujících let strávil Somerset na Eduardově dvoře a radil mu ve vojenských záležitostech. Na konci roku 1463 se přiklonil zpět k Lancasterům, spěchal na sever Anglie a začal shromažďovat vojsko. Až do května 1464 úspěšně ovládal severní část země. Osudným se mu stala bitva u Hexhamu, kde bylo jeho vojsko poraženo a on sám krátce po bitvě popraven. Byl pohřben v Hexhamském opatství. 
Jindřich nebyl ženatý a nezanechal žádné legitimní potomky.
Jeho nemanželským synem Karlem Somersetem, 1. hrabětem z Worcesteru (1450–1526), ale pokračuje rod Beaufortů až do současné doby.